# Landecker Tunnel
Der Landecker Tunnel ist ein einröhriger Autobahntunnel in Österreich und Teil der Einschließlichstrecke Fließ der Inntal Autobahn A12. Er wurde im Jahr 2000 nach dreijähriger Bauzeit eröffnet. Er ist 6955 Meter lang und wird auch als Landeck-Südumfahrung bzw. Umfahrung Landeck Süd bezeichnet.
Der einröhrige Tunnel dient zur Entlastung der Gemeinden Landeck und Zams im Tiroler Oberland und führt durch das Venetmassiv. Das Nordportal liegt östlich von Zams, das Südportal südöstlich des Ortsteils Neuer Zoll in der Gemeinde Fließ.
Er bindet die Reschenstraße B 180 an die Inntal Autobahn A 12 an und ist als Autobahntunnel vignettenpflichtig.

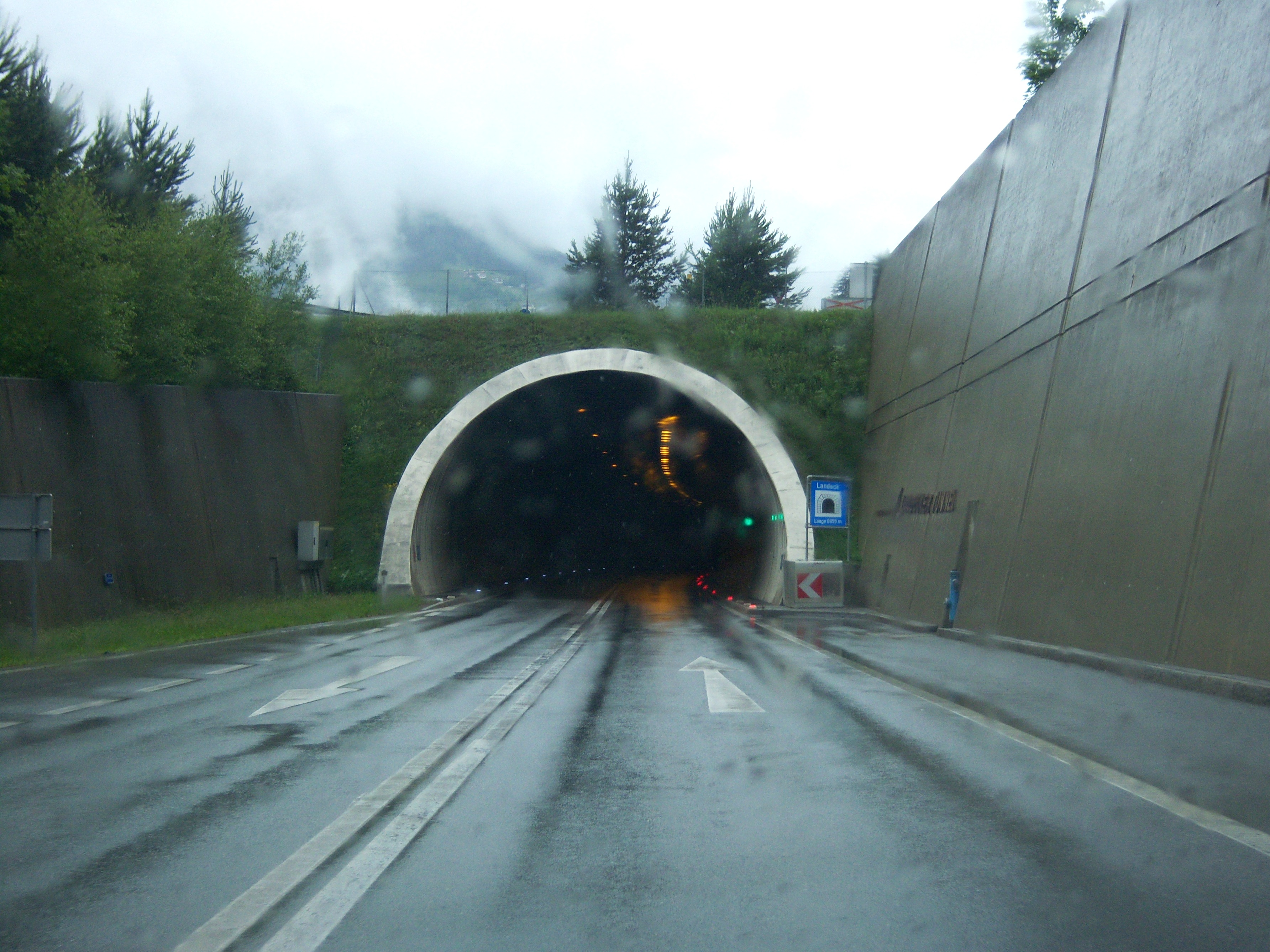
Das Südportal